# Torre Blai
La Torre Blai és una torre que es troba a la localitat de Xixona, a la comarca de l'Alacantí, al País Valencià.

## L'edifici
Ubicada als afores de la població, en principi degué ser una torre de guaita del castell de Xixona, reconvertida posteriorment en molí. Al segle xvi està documentada la seua pertinença al notari Blai Bernabeu, del qual probablement en prengué la denominació.
Durant la I Guerra Mundial hi va residir el pintor anglès Wyndham Tryon (1883-1942). Poc després, a l'estiu de 1920, va estar ocupada per altres artistes anglesos, Jan i Cora Gordon.

## La llegenda
La Torre Blai està lligada a la llegenda de l'aparició de Sant Sebastià. Al segle xiii, quan el sud valencià era terra de frontera, els moliners cristians hi van amagar en lloc de l'escala la imatge del sant per protegir-la dels atacs musulmans. Aquestos moliners van morir i segons conten a Xixona, els nous amos van escoltar cops provinents de la paret, tombant-la i trobant de nou a Sant Sebastià.